# Dennis Wilshaw
Dennis Wilshaw, né le 11 mars 1926 à Stoke-on-Trent (Angleterre), mort le 10 mai 2004 à Stoke-on-Trent (Angleterre), était footballeur anglais, qui évoluait au poste d'attaquant à Wolverhampton Wanderers et en équipe d'Angleterre.
Wilshaw a marqué dix buts lors de ses douze sélections avec l'équipe d'Angleterre entre 1953 et 1956. 

## Carrière de joueur
- 1946-1948 : Walsall FC
- 1948-1957 : Wolverhampton Wanderers
- 1957-1961 : Stoke City

## Palmarès

### En équipe nationale
- 12 sélections et 10 buts avec l'équipe d'Angleterre entre 1953 et 1956[1].

### Avec Wolverhamton Wanderers
- Vainqueur du Championnat d'Angleterre de football en 1954 et 1958.
- Vainqueur de la Coupe d'Angleterre de football en 1949.
- Vice-champion du Championnat d'Angleterre de football en 1950 et 1955.